# 16881 Angelinmathew
16881 Angelinmathew è un asteroide della fascia principale. Scoperto nel 1998, presenta un'orbita caratterizzata da un semiasse maggiore pari a 2,575570 UA e da un'eccentricità di 0,102965, inclinata di 15,561513° rispetto all'eclittica. Ha un diametro di 3,483 km.